# Électricité de France
Électricité de France (EDF) är ett av världens största energiföretag, med produktion och distribution av elektricitet som huvudsakliga affärsområden. Det grundades 1946 och är sedan 2023 helägt av franska staten.

## Historik

### Bakgrund
Efter andra världskrigets slut fanns ett stort behov av statlig samordning för att återuppbygga de franska energisystemen. Därför föreslog Frankrikes regering att landets producenter och distributörer av gas och el skulle nationaliseras. Enligt en lag av 8 april 1946 nationaliserades cirka 95 procent av landets då privata bolag inom el- och gassektorerna, vilket skapade det samordnade statliga monopolverksamheten EDF-GDF (Électricité de France–Gaz de France).
Elektrifieringen av Frankrike skedde relativt långsamt, och så sent som i början av 1950-talet hade endast två av tre fransmän elström i huset. Därefter ökades utbyggnaden av nätverket, vilket nådde alla landets invånare cirka ett decennium senare. Även standardiseringen av nätet dröjde, och det var först 1960 som EDF anammade dagens standardiserade spänning i Europa på 220 volt.

### Senare historik
2007 separerades EDF och GDF i två helt oberoende bolag, som ett resultatet av öppnandet av energimarknaden för större konkurrens. Året efter slogs det nu fristående GDF ihop med konkurrenten Suez till GDF Suez.
Koncernen hade 2021 en omsättning om drygt 775 000 euro och året efter över 165 000 anställda. Energiproduktionen sker huvudsakligen med kärnkraft i Frankrike och totalt (år 2023 knappt 87 procent i Frankrike respektive 78 procent globalt). 2014 räknades bolaget som den största elproducenten i världen, före den franska konkurrenten GDF Suez (sedan 2015 med det nya namnet Engie), och runt 2017/2018 var de största internationella konkurrenterna China Energy Investment, State Grid Corporation of China och italienska Enel. 2022 hade bolaget enligt en sammanställning de största tillgångarna av alla elbolag (388 miljarder euro).
På senare år har franska staten varit majoritetsägare i EDF. Detta omvandlades 2023 åter till ett statligt helägande av bolaget.